# Remo Park
Remo Park (* 1955; † 20. September 2016 in Berlin) war ein deutscher Musiker, Komponist und Produzent. In der Zeit von 1981 bis 1987 machte er als Avantgarde-Gitarrist der Berliner Kult-Formation Die Haut von sich reden. Er galt seit den 1980er Jahren als einer der originellsten deutschen Gitarristen.

## Biografie
Angefangen hatte Park das Musizieren auf der Blockflöte und dem Saxophon, bis ihm sein Musiklehrer zur Klarinette riet. Von seiner Mutter, die die musikalische Entwicklung förderte, bekam er später eine Suzuki-Gitarre geschenkt.
1975 ging Remo Park nach Berlin. Dort nahm er weiterführenden Klarinetten- und Saxophonunterricht bei Wilhelm Grassnik (Klarinettist und Saxophonist beim Berliner Philharmonischen Orchester). Neben diesen Instrumenten lernte er von 1975 bis 1981 bei Patrick Dinslage Tonsatz und Klavier.

## Die Haut
Neben dem Studium der Musik- und Theaterwissenschaft studierte Park Komposition mit Ausrichtung auf zeitgenössische E-Musik bei Peter Castine an der HdK Berlin. Remo Park (Gitarre) gründete 1981 mit Martin Peter (Gitarre), Christoph Dreher (Bass) und Thomas Wydler (Drums), die Avantgarde-Instrumentalband Die Haut (nach dem Buch Die Haut von Curzio Marlaparte aus dem Jahr 1948). Da die Band eine reine Instrumentalband war, spielten sie u. a. mit Nick Cave, Lydia Lunch und Birthday Party gemeinsame Stücke ein und tourten mit ihnen 1983 durch Europa und Amerika.
Park wirkte auch bei Frieder Butzmanns LP War pur War mit, dessen Leidenschaft für experimentelle Musik und Elektronik er teilte. Butzmann unterstützte ihn, eine eigene Band zu gründen.

## Remo Park
Parks Wunsch zu singen bedingte 1987 den Ausstieg aus Die Haut. Im selben Jahr gründete er das Berliner Tonstudio Pyramid City Productions und 1989 die Industrial-Rock-Band Remo Park and the Chasm. Deren erste LP Lying in Ambush erschien 1990. „Eine geniale LP auf der unüberhörbar die absolute Begabung eines Mega-Gitarristen deutlich wurde, ein Bollwerk gegen jeden minimalistischen Maschinen-Rock“ (Spex). Nach der Veröffentlichung folgten Tourneen durch Deutschland und die Nachbarländer.
Im Jahre 1995 gründete Remo Park das Plattenlabel IntenCity, bei dem er sein zweites Album Aviator veröffentlichte. Dort wirkten die Schlagzeuger Olaf Kobold, Dominique Reiche und Klaus Krüger (Iggy Pop und Tangerine Dream) mit, sowie Stewart Dunlop (Bass) und Eric Scholtz (Keyboard, Programmierung).
Carlos Perón (Gründungsmitglied der Schweizer Electro Band Yello) veröffentlichte 2002 das Remixalbum Aviator is chasing time unter seinem Plattenlabel Strahlomat.
2011 wurde mit Alien Healer das dritte Album veröffentlicht. Darauf sind Remo Park (Gesang, Gitarre, Keyboard, Programmierung), Klaus Kruger (Gesang, Schlagzeug), Ramon Da Silvio (Gitarre), Eric Scholtz (Keyboard, Programmierung), Olaf Kobold (Schlagzeug, Programmierung), Domenique (Schlagzeug) und Amanda Adamas (Hintergrundgesang) zu hören.
2014 erschien das Album Witchcraft Power, produziert mit dem Line-up Remo Park (Gesang, Gitarre, Bass, Keyboard), Eric Scholtz (Keyboard, Hintergrundgesang), Ramon da Silvio (Gitarre) und Peter Klang (Schlagzeug, Hintergrundgesang).

## Diskografie
- 1982: LP Schnelles Leben mit Die Haut
- 1982: Maxi-Single Karibischer Western (Zensor: CM 2 Production; in London aufgenommen) mit Die Haut feat. Lydia Lunch
- 1983: LP Burin’ the Ice mit Nick Cave Paradoxx Eigelstein Köln
- 1985: Maxi-Single Fandango mit Die Haut
- 1986/87: Mitarbeit bei Frieder Butzmann/Kapielsi Live und LP War pur War (Zensor Musikproduktion Verlag)
- 1988: Mitwirkung auf der LP A Poke in the Eye... von Pig alias Raymond Watts
- 1990: Erste Solo-LP mit eigener Band: Lying in Ambush (What’s So Funny About)
- 1995: Veröffentlichung unter Park Aviator (IntenCity / EFA), Liveauftritt Popkomm 1995
- 2000/01: Remix CD Aviator is chasing time (Pyramid City Prod. / IntenCity)
- 2002: Yello Gründer Carlos Perón veröffentlicht CD Aviator is chasing time (Strahlomat)
- 2004: Neues Video Vivid Hours von Niclas Dietrich prämiert auf zahlreichen internationalen Videofestivals
- 2011: Veröffentlichung der CD Alien Healer (Golden Core / ZYX Music)
- 2014: Neues Album von Remo Park: Witchcraft Power (Carlos Perón als Executive Producer) (Dark Daze Music)
- 2015: Veröffentlichung von Remo Park "THE BOX" auf DARK DAZE music INC.